# Tõrremäe
Tõrremäe  est un village estonien appartenant à la commune de Rakvere dans le Virumaa occidental. Au 1er janvier 2010, le village compte 155 habitants
. 